# Michaille
La Michaille est un espace naturel situé dans le département de l'Ain, dans le massif du Jura. C'est un plateau situé dans le Haut-Bugey dont la localité principale est Châtillon-en-Michaille, intégrée depuis 2019 à la commune de Valserhône.